# Kalfun
Kalfun  was stichter van het Emiraat Bari en heerste van 847 tot 850.

## Context
De Aghlabiden hadden in 827 Sicilië veroverd. Vanaf het eiland voerden ze regelmatig plunderingen op het vaste land. In 844 vielen ze zelf Rome binnen. Na de moord op prins Sicard van Benevento brak er een burgeroorlog uit in de Mezzogiorno. De strijdende partijen riepen de hulp in van de Saracenen om met hen te vechten. Koning Lodewijk II van Italië kwam tussen beide en de Saracenen trokken zich terug in de streek van Bari.
Kalfun, waarschijnlijk van Berberse afkomst, was een huurling en had dus geen erkend status. Hij werd opgevolgd door Moefarrag ibn Sallam.